# 南苗始海星介
南苗始海星介（学名：Propontocypris crocata）为海星介科始海星介屬下的一个种。